# Centromerus arcanus
Centromerus arcanus là một loài nhện trong họ Linyphiidae.
Loài này có kích thước từ 2 đến 2,5 mm.